# Economía constitucional
Economía constitucional es un programa de estudio conjunto de la economía y el constitucionalismo. A menudo es descrito como “el análisis económico del derecho constitucional”.de la economía tradicional. Además, la economía constitucional estudia “como las decisiones económicas del Estado están de acuerdo con los derechos actuales constitucionales y económicas de sus ciudadanos.” Por ejemplo, la adecuada distribución de recursos económicos y financieros del Estado es un asunto de gran importancia para todos los países. La economía constitucional ayuda a encontrar un mecanismo jurídico para resolver este problema.

## Orígenes
fue creado en 1982 por el economista norteamericano Richard McKenzie. Luego fue utilizado por otro economista estadounidense – James M. Buchanan – como un nombre para una nueva subdisciplina académica. Fue el trabajo de Buchanan en esta subdisciplina que en el año 1986 le valió el Premio Nobel de Economía por su “desarrollo de las bases contractuales y constitucionales para la teoría de los derechos económicos y políticos de toma de decisiones.”
Buchanan rechaza “cualquier concepción orgánica del estado” como superior en sabiduría a los ciudadanos de este estado.” Esta posición filosófica es la base de la economía constitucional. Buchanan cree que cada constitución debe ser creada para, por lo menos, algunas generaciones de ciudadanos. Por lo tanto, debe ser capaz de equilibrar los intereses del estado, la sociedad, y cada persona individual.
En opinión de constitucionalista Ludwig Van den Hauwe la economía puede ser considerada como la moderna “ciencia de la legislación.”
El crecimiento de la economía constitucional ha propiciado la creación de revistas académicas, tal como “Constitutional Political Economy” (fundada en 1990).

## Interpretación judicial
El juez estadounidense Richard Posner enfatiza el importante papel de la constitución del estado en el desarrollo económico. El afirma que “la protección efectiva de los derechos económicos promueve el crecimiento económico.”
La Corte Suprema de la India utilizó la interpretación práctica de la Constitución de la India para proteger a los grupos más pobres y oprimidos de la población en varios casos de litigio en el interés público. Este es un buen ejemplo de aplicación real de la metodología de la economía constitucional. Ella establece la organización, atribuciones y relaciones entre los órganos del Estado, los derechos y garantías de las personas y los cuerpos intermedios de la sociedad, los sistemas para hacer efectiva la supremacía constitucional y el procedimiento de reformas parcial o total de la constitución. La mayoría de los países tienen una constitución escrita. La de Gran Bretaña, encarnada en numerosos documentos (por ejemplo, la Carta Magna) y el derecho consuetudinario que definen las relaciones de los ciudadanos con la Corona, el Parlamento y los tribunales, no está escrita, pese a que, en muchas ocasiones, se ha postulado su redacción para que Gran Bretaña disponga de un texto análogo al de la gran mayoría de estados.

## Importancia para los países en transición o en desarrollo
En el idioma inglés, la palabra “constitución”, además de significar “Ley Fundamental”, a menudo se refiere al conjunto de principios básicos que rigen a una organización comercial, religiosa o pública. Este entendimiento se refleja en un enfoque más amplio que es característico de la escuela occidental de la economía constitucional. A distinción de eso, la escuela rusa de la economía constitucional, creada a comienzos del milenio, se centra exclusivamente en el concepto de la constitución del estado. El modelo ruso de la economía constitucional intenta acercar la política económica del Estado y la observancia de los derechos económicos constitucionales de sus ciudadanos. En 2006, la Academia de Ciencias de Rusia reconoció oficialmente la economía constitucional como una subdisciplina académica independiente.
La economía constitucional presta una atención especial a la cuestión de la adecuada distribución de la riqueza nacional. Muchos países con los sistemas económicos en transición o en desarrollo todavía consideran sus constituciones como documentos legales totalmente abstractos, sin nada en común con la política económica real del Estado. Tres cuartas partes de todos los estados independientes siguen viviendo bajo el control estatal casi absoluto de la economía nacional. Ni la sociedad civil ni los ciudadanos de estos estados tienen alguna influencia sobre las decisiones adoptadas en el proceso de distribución de la riqueza nacional. Por lo tanto, la economía constitucional es especialmente importante para los países cuyos sistemas políticos y económicos están en transición y donde el Estado rara vez (o nunca) respeta los derechos constitucionales económicos de sus ciudadanos.